# Lista de igrejas presbiterianas históricas na Nova Zelândia

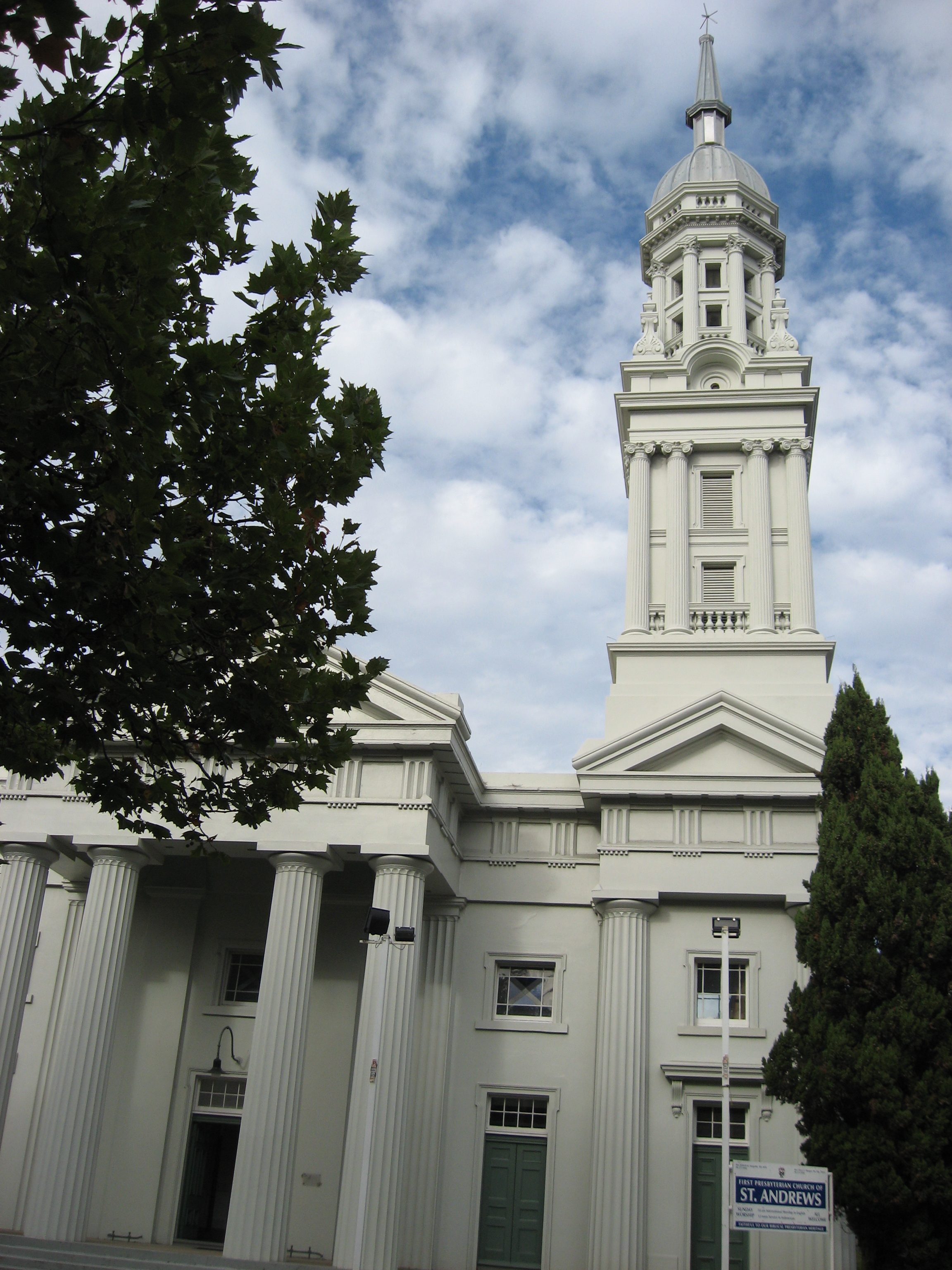
Igreja de Santo André em Auckland.

Este artigo é uma lista dos templos presbiterianos históricos na Nova Zelândia, classificados nas categorias 1 e 2 de acordo com a organização Heritage New Zealand ou com importância histórica reconhecida pelo governo local. O presbiterianismo chegou no pais através de colonos da Escócia e Irlanda, e é praticado por uma significativa parcela da população. Atualmente o país conta com mais de 430 paróquias presbiterianas espalhadas em ambas as ilhas, a maioria delas congregam em templos históricos, os quais são listados como edifícios patrimoniais do país.
A Igreja de Santo André em Auckland, construída entre 1847 e 1850, é atualmente a igreja presbiteriana mais antiga da Nova Zelândia, além de ser a mais antiga igreja de pedra intacta do país.

## Região norte e Auckland
| Imagem                                                                      | Igreja                            | Localidade     | Região    | Cons.  | Arquiteto                 | Observação                                              | Coordenadas                   |
| --------------------------------------------------------------------------- | --------------------------------- | -------------- | --------- | ------ | ------------------------- | ------------------------------------------------------- | ----------------------------- |
| Waipu Presbyterian Church 505                                               | Waipu Presbyterian Church         | Ruakaka        | Northland | -      | -                         | Categoria 2 pelo Heritage New Zealand.                  | 35° 59′ 01″ S, 174° 26′ 40″ L |
|                                                                             | First Presbyterian Church         | Papakura       | Auckland  | 1926   | Johnson Clark             | Classificado como histórico pelo conselho local.        | 37° 03′ 30″ S, 174° 56′ 23″ L |
| Pukekohe east                                                               | Pukekohe East Presbyterian Church | Pukekohe       | Auckland  | 1861   |                           | Categoria 2 pelo Heritage New Zealand.                  | 37° 11′ 18″ S, 174° 56′ 45″ L |
| NZ_AK_St_Luke's_Church_(2)                                                  | St Luke's Presbyterian Church     | Remuera        | Auckland  | 1931   | William and John Fletcher | Categoria 2 pelo Heritage New Zealand.                  | 36° 52′ 27″ S, 174° 47′ 03″ L |
| St Cuthberts church, Kaukapakapa2                                           | St.Cuthbert's Presbyterian Church | Kaukapakapa    | Auckland  | 1881   |                           | Categoria 2 pelo Heritage New Zealand.                  | 36° 36′ 57″ S, 174° 29′ 21″ L |
|                                                                             | Mahurangi Presbyterian Church     | Warkworth      | Northland | 1876   | -                         | Ativa (agora não denominacional)                        | 36° 24′ 12″ S, 174° 39′ 51″ L |
|                                                                             | St Andrews Church                 | Matakana       | Auckland  | 1895   |                           | Desconsagrada (agora local para eventos)                | 36° 20′ 32″ S, 174° 44′ 08″ L |
|                                                                             | Wainui Settlers' Church           | Wainui         | Auckland  | 1867   |                           | Categoria 2 pelo Heritage New Zealand.                  | 36° 36′ 05″ S, 174° 35′ 37″ L |
|                                                                             | First Presbyterian Church         | Auckland       | Auckland  | 1850   |                           | Categoria 1 pelo Heritage New Zealand.                  | 36° 51′ 02″ S, 174° 46′ 21″ L |
| Castor Bays Presbyterian Church Wall                                        | Castor Bays Presbyterian Church   | Mairangi bay   | Auckland  | c.1920 |                           | Importância histórica reconhecida pelo governo local.   | 36° 44′ 20″ S, 174° 45′ 06″ L |
| St Stephen's Church (Presbyterian), 65 Jervois Road, Ponsonby, Auckland, NZ | St Stephen's Presbyterian Church  | Ponsonby       | Auckland  | 1879   | Robert Martin Watt        | Categoria 2 pelo Heritage New Zealand.                  | 36° 50′ 44″ S, 174° 44′ 30″ L |
|                                                                             | St David's Memorial Church        | Auckland       | Auckland  | 1927   |                           | Desconsagrada (agora um centro de música acústica)      | 36° 51′ 51″ S, 174° 45′ 48″ L |
|                                                                             | Mount Albert Church               | Auckland       | Auckland  | 1913   |                           |                                                         | 36° 53′ 05″ S, 174° 43′ 01″ L |
|                                                                             | Greyfriars Mt Eden Church         | Mount Eden     | Auckland  | 1917   |                           | Categoria 2 pelo Heritage New Zealand.                  | 36° 53′ 09″ S, 174° 45′ 41″ L |
|                                                                             | St John's Church                  | Papatoetoe     | Auckland  | 1922   |                           | Valor histórico citado pelo conselho de Auckland        | 36° 58′ 04″ S, 174° 51′ 34″ L |
| NZ AK St Andrew's Church (1)                                                | St Andrew's Presbyterian Church   | Howick         | Auckland  | 1873   |                           | Categoria 2 pelo Heritage New Zealand.                  | 36° 53′ 55″ S, 174° 55′ 13″ L |
| Mangere Presbyterian Church. 1874. (15776851579)                            | Mangere Presbyterian Church       | Mangere        | Auckland  | 1874   |                           | Registrado pela prefeitura de Manukau como categoria 2. | 36° 58′ 30″ S, 174° 47′ 34″ L |
|                                                                             | Knox Church                       | Auckland       | Auckland  | 1899   | R.W. de Maskill           | Reconhecido pela prefeitura local.                      | 36° 51′ 30″ S, 174° 46′ 53″ L |
|                                                                             | Waiau Pa Church                   | Waiau Pa       | Auckland  | 1914   |                           |                                                         | 37° 07′ 58″ S, 174° 45′ 27″ L |
|                                                                             | Kohekohe Presbyterian Church      | Kohekohe       | Auckland  | 1886   | Sir John Makgill          | Categora C pelo conselho local. Desconsagrada em 1976   | 37° 11′ 23″ S, 174° 38′ 59″ L |
|                                                                             | Awhitu Central Church             | Awhitu Central | Auckland  | 1877   |                           |                                                         | 37° 05′ 45″ S, 174° 34′ 53″ L |

## Regiões de Waikato e Bay of Plenty
| Imagem                                                                          | Igreja                           | Localidade | Região        | Cons.        | Observação                                             | Arquiteto               | Coordenadas                   |
| ------------------------------------------------------------------------------- | -------------------------------- | ---------- | ------------- | ------------ | ------------------------------------------------------ | ----------------------- | ----------------------------- |
| Old Church at Tuakau                                                            | St Stephens Church               | Tuakau     | Waikato       | 1880         | Importância histórica reconhecida pelo conselho local. |                         | 37° 15′ 34″ S, 174° 56′ 52″ L |
| St James Union Church, Thames (side of the church)                              | St James Church                  | Thames     | Waikato       | 1898         | Registrada pelo Historic places Act 1980.              | Mr W.H Skinner          | 37° 08′ 11″ S, 175° 32′ 29″ L |
|                                                                                 | St Andrews Church Coromandel     | Coromandel | Waikato       |              |                                                        |                         | 36° 45′ 03″ S, 175° 30′ 24″ L |
|                                                                                 | Pokeno Presbyterian Church       | Pōkeno     | Waikato       | Desconhecida | Desconsagrada                                          |                         | 37° 14′ 10″ S, 175° 01′ 17″ L |
| Saint Andrew's by the Sea Community Church (right side), Whitianga, New Zealand | St Andrews by the Sea Church     | Whitianga  | Waikato       | 1889         | Ativa                                                  |                         | 36° 50′ 12″ S, 175° 42′ 15″ L |
|                                                                                 | St. Andrew`s Presbyterian church | Paeroa     | Waikato       | 1906         | Importância histórica reconhecida pelo governo local.  | Mr Edgar Ernest Gillman | 37° 22′ 49″ S, 175° 40′ 18″ L |
| St James' Church (front side), Waihi                                            | St James Presbyterian Church     | Waihi      | Waikato       | 1905         | Desconsagrada em 2012.                                 |                         | 37° 23′ 27″ S, 175° 50′ 23″ L |
|                                                                                 | St Davids Church                 | Waharoa    | Waikato       | 1912         | Importância histórica reconhecida pelo governo local.  |                         | 37° 45′ 26″ S, 175° 45′ 06″ L |
|                                                                                 | St Andrews Presbyterian Church   | Hamilton   | Waikato       | 1914         |                                                        |                         | 37° 47′ 03″ S, 175° 17′ 11″ L |
|                                                                                 | Trinity Presbyterian Church      | Cambridge  | Waikato       | 1898         | Desconsagrada                                          |                         | 37° 53′ 25″ S, 175° 28′ 02″ L |
|                                                                                 | St. Pauls Church                 | Taupo      | Waikato       | 1913         | Desconsagrada                                          | Rev. H. J. Fletcher     | 38° 40′ 12″ S, 176° 04′ 37″ L |
|                                                                                 | St John’s Church                 | Opotiki    | Bay of Plenty | 1907         | Categoria 2 pelo Heritage New Zealand.                 | Thomas Henry White      | 38° 00′ 22″ S, 177° 17′ 15″ L |

## Gisborne e Hawke's bay
| Imagem | Igreja                          | Localidade   | Região      | Cons. | Observação                                                    | Arquiteto                            | Coordenadas                   |
| ------ | ------------------------------- | ------------ | ----------- | ----- | ------------------------------------------------------------- | ------------------------------------ | ----------------------------- |
|        | Matawhero Church                | Matawhero    | Gisborne    | 1872  | Categoria 1 pelo Heritage New Zealand.                        |                                      | 38° 39′ 15″ S, 177° 56′ 28″ L |
|        | St. Andrews Presbyterian Church | Gisborne     | Gisborne    | 1913  |                                                               |                                      | 38° 39′ 49″ S, 178° 01′ 12″ L |
|        | St Andrews Church               | Wairoa       | Hawke's bay |       | Categoria 2 pelo Heritage New Zealand.                        | James Augustus Louis Hay.            | 39° 02′ 06″ S, 177° 25′ 25″ L |
|        | Knox Church                     | Port Ahuriri | Hawke's bay | 1896  | Categoria 2 pelo Heritage New Zealand.                        |                                      | 39° 28′ 46″ S, 176° 54′ 06″ L |
|        | St Andrews Church               | Waipukurau   | Hawke's bay | 1878  | Categoria 2 pelo Heritage New Zealand.                        |                                      | 39° 59′ 54″ S, 176° 33′ 22″ L |
|        | Wanstead Church                 | Wanstead     | Hawke's bay | 1878  |                                                               |                                      | 40° 07′ 56″ S, 176° 32′ 15″ L |
|        | St Oran's Church                | Ongaonga     | Hawke's bay | 1914  | Categoria 2 pelo Heritage New Zealand.                        |                                      | 39° 54′ 48″ S, 176° 25′ 11″ L |
|        | St David’s Church               | Norsewood    | Hawke's bay | 1895  | Categoria 2 pelo Heritage New Zealand. Desconsagrada em 2022. | Dannevirke architects Finch and Lamb | 40° 04′ 13″ S, 176° 12′ 56″ L |

## Taranaki, Manawatu-Wanganui e Wellington
| Imagem                                      | Igreja                              | Localidade          | Região            | Cons. | Observação                                                      | Arquiteto                 | Coordenadas                   |
| ------------------------------------------- | ----------------------------------- | ------------------- | ----------------- | ----- | --------------------------------------------------------------- | ------------------------- | ----------------------------- |
|                                             | St James Presbyterian               | Bulls               | Manawatu-Wanganui |       |                                                                 |                           | 40° 10′ 19″ S, 175° 23′ 13″ L |
|                                             | St Andrew's Presbyterian Church     | Turakina            | Manawatu-Wanganui | 1852  |                                                                 |                           | 40° 02′ 41″ S, 175° 12′ 44″ L |
|                                             | St. Paul's Presbyterian Church      | Whanganui           | Manawatu-Wanganui | 1913  | Importância histórica reconhecida pela governo local.           |                           | 39° 55′ 58″ S, 175° 02′ 53″ L |
|                                             | St. Andrews Presbyterian Church     | Whanganui           | Manawatu-Wanganui | 1903  |                                                                 |                           | 39° 55′ 00″ S, 175° 02′ 53″ L |
| Saint Matthew's Presbyterian Church Manunui | Saint Matthew's Presbyterian Church | Manunui             | Manawatu-Wanganui | 1909  | Classificado como categoria B pelo conselho local.Desconsagrada |                           | 38° 53′ 16″ S, 175° 19′ 32″ L |
|                                             | Westmere Memorial Church            | Brunswick Whangnaui | Manawatu-Wanganui | 1924  | Importância histórica mencionada pelo coselho local.            |                           | 39° 53′ 32″ S, 175° 00′ 26″ L |
|                                             | St Andrew's Church                  | New Plymouth        | Taranaki          | 1932  | Categoria 2 pelo Heritage New Zealand.                          | Frederick de Jersey Clere | 39° 03′ 30″ S, 174° 04′ 35″ L |
|                                             | St. Andrew's on The Terrace         | Wellington          | Wellington        | 1923  | Categoria 1 pelo Heritage New Zealand.                          | Frederick de Jersey Clere | 41° 16′ 48″ S, 174° 46′ 30″ L |
|                                             | St. John's in the City Church       | Wellington          | Wellington        | 1885  | Categoria 1 pelo Heritage New Zealand.                          | Thomas Turnbull           | 41° 17′ 28″ S, 174° 46′ 24″ L |
|                                             | Kilbirnie Presbyterian Church       | Kilbirnie           | Wellington        | 1907  | Desconsagrada em 2024.                                          |                           | 41° 18′ 50″ S, 174° 47′ 33″ L |
|                                             | St David's Church                   | Petone              | Wellington        |       | Categoria 2 pelo Heritage New Zealand.                          |                           | 41° 13′ 31″ S, 174° 52′ 47″ L |

## Nelson, Tasman e Marlborough
| Imagem | Igreja                      | Localidade | Região      | Cons. | Observação                                                  | Arquiteto | Coordenadas                   |
| ------ | --------------------------- | ---------- | ----------- | ----- | ----------------------------------------------------------- | --------- | ----------------------------- |
|        | Trinity Presbyterian Church | Nelson     | Nelson      | 1891  | Categoria 2 pelo Heritage New Zealand.Desconsagrada em 2017 |           | 41° 16′ 36″ S, 173° 17′ 18″ L |
|        | St Andrew’s Church          | Tākaka     | Tasman      |       |                                                             |           | 40° 50′ 55″ S, 172° 48′ 27″ L |
|        | St Andrew's Uniting Church  | Motueka    | Tasman      |       | Categoria 2 pelo Heritage New Zealand.                      |           | 41° 06′ 26″ S, 173° 00′ 40″ L |
|        | Pioneer Church              | Renwick    | Marlborough | 1859  | [ 76 ]                                                      |           | 41° 30′ 34″ S, 173° 49′ 57″ L |
|        | Church of the Epiphany      | Seddon     | Marlborough | 1900  |                                                             |           | 41° 40′ 21″ S, 174° 04′ 11″ L |

## West Coast e Canterbury
| Imagem | Igreja                             | Localidade   | Região     | Cons.   | Observação                                             | Arquiteto              | Coordenadas                   |
| ------ | ---------------------------------- | ------------ | ---------- | ------- | ------------------------------------------------------ | ---------------------- | ----------------------------- |
|        | St Paul's Presbyterian Church      | Kaikoura     | Canterbury | 1877-79 | Categoria 2 pelo Heritage New Zealand.                 | -                      | 42° 24′ 12″ S, 173° 40′ 58″ L |
|        | Waiau Presbyterian Church          | Waiau        | Canterbury | 1888    | Categoria 2 pelo Heritage New Zealand.                 |                        | 42° 39′ 19″ S, 173° 02′ 26″ L |
|        | St David's Presbyterian Church     | Cust         | Canterbury | 1935    | Importâcia histórica listada pelo conselho local.      |                        | 43° 18′ 38″ S, 172° 22′ 54″ L |
|        | St Andrews Presbyterian Church     | ChristChurch | Canterbury | 1857    | Categoria 1 pelo Heritage New Zealand.                 | H.J. Cridlan           | 43° 31′ 09″ S, 172° 37′ 00″ L |
|        | Knox Presbyterian Church           | ChristChurch | Canterbury | 1880    | Categoria 2 pelo Heritage New Zealand.                 | Samuel Charles Farr.   | 43° 31′ 16″ S, 172° 37′ 43″ L |
|        | Cashmere Hills Presbyterian Church | ChristChurch | Canterbury | 1929    | Categoria 2 pelo Heritage New Zealand.                 | R. S. D. Harman        | 43° 34′ 22″ S, 172° 37′ 50″ L |
|        | St David's church                  | Leeston      | Canterbury | 1889    | Importância histórica reconhecida pela governo local.  | Robert William England | 43° 45′ 45″ S, 172° 17′ 49″ L |
|        | Chalmers Church                    | Timaru       | Canterbury | 1903    | Categoria 2 pelo Heritage New Zealand.                 | James Turnbull         | 44° 23′ 42″ S, 171° 14′ 59″ L |
|        | Knox Church                        | Waimate      | Canterbury | 1874    | Importância histórica reconhecida pelo conselho local. |                        | 44° 43′ 59″ S, 171° 02′ 41″ L |
|        | St Andrew's United Church          | Hokitika     | West Coast | 1935    | Categoria 1 pelo Heritage New Zealand.                 | Roy Lovell-Smith       | 42° 42′ 56″ S, 170° 58′ 07″ L |

## Otago e Southland
| Imagem | Igreja                           | Localidade    | Região    | Cons. | Observação                                              | Arquiteto                 | Coordenadas                   |
| ------ | -------------------------------- | ------------- | --------- | ----- | ------------------------------------------------------- | ------------------------- | ----------------------------- |
|        | Enfield Presbyterian Church      | Elderslie     | Otago     | 1878  | Categoria 2 pelo Heritage New Zealand.                  | Robert Arthur Lawson      | 45° 01′ 44″ S, 170° 51′ 31″ L |
|        | St Pauls Presbyterian Church     | Oamaru        | Otago     | 1876  | Categoria 1 pelo Heritage New Zealand.                  | Thomas Forrester          | 45° 05′ 53″ S, 170° 58′ 20″ L |
|        | St John's Church                 | Herbert       | Otago     | 1866  |                                                         | Robert Arthur Lawson      | 45° 13′ 29″ S, 170° 47′ 07″ L |
|        | Hampden Presbyterian Church      | Hampden       | Otago     | 1870  | Categoria 2 pelo Heritage New Zealand.                  | Robert Arthur Lawson      | 45° 19′ 37″ S, 170° 49′ 06″ L |
|        | St James Church                  | Palmerston    | Otago     | 1876  | Categoria 1 pelo Heritage New Zealand.                  |                           | 45° 28′ 49″ S, 170° 42′ 53″ L |
|        | Iona Church                      | Port Chalmers | Otago     | 1872  | Categoria 1 pelo Heritage New Zealand.                  | Nathaniel Wales           | 45° 48′ 53″ S, 170° 37′ 14″ L |
|        | Kaikorai Presbyterian Church     | Dunedin       | Otago     | 1907  | Fechada em 2018, devido a danos causados por terremoto. |                           | 45° 51′ 54″ S, 170° 29′ 04″ L |
|        | Knox Church                      | Dunedin       | Otago     | 1872  | Categoria 1 pelo Heritage New Zealand.                  | Robert Lawson             | 45° 52′ 02″ S, 170° 30′ 25″ L |
|        | First Church Of Otago            | Dunedin       | Otago     | 1862  | Categoria 1 pelo Heritage New Zealand.                  | Robert Lawson             | 45° 52′ 34″ S, 170° 30′ 17″ L |
|        | Caversham Presbyterian Church    | Dunedin       | Otago     | 1883  | Categoria 1 pelo Heritage New Zealand.                  | Thomas Bedford Cameron    | 45° 53′ 55″ S, 170° 28′ 51″ L |
|        | East Taieri Presbyterian Church  | East Taieri   | Otago     | 1870  | Categoria 2 pelo Heritage New Zealand.                  | Robert Lawson             | 45° 53′ 24″ S, 170° 20′ 42″ L |
|        | North Taieri Presbyterian Church | North Taieri  | Otago     | 1867  | Categoria 2 pelo Heritage New Zealand.                  | Robert Lawson             | 45° 50′ 25″ S, 170° 20′ 00″ L |
|        | St John's Presbyterian Church    | Middlemarch   | Otago     | 1895  | -                                                       | -                         | 45° 30′ 30″ S, 170° 07′ 11″ L |
|        | St Stephen's Presbyterian Church | Invercargill  | Southland | 1926  | Categoria 2 pelo Heritage New Zealand.                  | ER Wilson                 | 46° 22′ 37″ S, 168° 20′ 49″ L |
|        | St Paul's Church                 | Invercargill  | Southland | 1876  | Categoria 2 pelo Heritage New Zealand.                  | Frederick William Burwell | 46° 24′ 26″ S, 168° 20′ 49″ L |
|        | First Church Invercargill        | Invercargill  | Southland | 1915  | Categoria 1 pelo Heritage New Zealand.                  | John Mair                 | 46° 24′ 48″ S, 168° 21′ 24″ L |
|        | St Cuthbert’s Church             | Isla Bank     | Southland | 1929  | -                                                       | -                         | 46° 12′ 21″ S, 168° 07′ 48″ L |
|        | St John's Presbyterian Church    | Cromwell      | Otago     | 1881  | Categoria 2 pelo Heritage New Zealand.                  | F.W. Burwell              | 45° 02′ 57″ S, 169° 12′ 35″ L |
|        | St John's Presbyterian Church    | Arrowtown     | Otago     | 1873  | Categoria 2 pelo Heritage New Zealand.                  | Frederick Burwell         | 44° 56′ 26″ S, 168° 49′ 43″ L |
|        | St Mungos Presbyterian Church    | Clyde         | Otago     | 1894  | Importância histórica reconhecida pelo governo local.   | -                         | 45° 11′ 18″ S, 169° 19′ 08″ L |